# Tālava
Tālava (łat. Tuolova) – starołatgalska lub liwońska kraina historyczna leżąca na obszarach należących współcześnie do okręgów: Valmiera, Valka, Gulbene, Alūksne oraz Balvi. 
Przechodził przez nią ważny szlak handlowy wzdłuż Gauji z ziemi Liwów do Ugauniji i Pskowa. W Kronice Henryka Łotysza Tālava opisywana jest najczęściej jako ziemia Łatgalów. Możliwe również, że nazwę Tālava nadano wszystkim zamieszkanym przez Łatgalów ziemiom, które złożyły hołd Pskowowi i Nowogrodowi. 
W czasie krótkiego jej istnienia władali nią kolejno: Tālivaldis, Włodzimierz Mścisławicz oraz Ramēķis.